# Graham River (Halfway River)
Der Graham River ist ein ca. 160 km langer rechter Nebenfluss des Halfway River im Nordosten der kanadischen Provinz British Columbia. Benannt wurde der Fluss nach John Robinson Graham, einem Landvermesser, der 1916 im Ersten Weltkrieg fiel.

## Flusslauf
Der Graham River entspringt 9 km südlich vom Robb Lake auf einer Höhe von etwa 1800 m in den Muskwa Ranges, einem Teilgebirge der nördlichen Kanadischen Rocky Mountains. Er durchfließt das Gebirge in südöstlicher Richtung. Auf den unteren 60 Kilometern wendet sich der Graham River zuerst nach Osten und nach Verlassen des Gebirges in Richtung Ostnordost. Schließlich erreicht er den Halfway River, etwa 70 km oberhalb dessen Mündung in den Peace River.
Am Mittellauf liegt der Graham-Laurier Provincial Park. Etwa 95 km oberhalb der Mündung liegt der Wasserfall Christina Falls (⊙) am Flusslauf.

## Hydrologie
Das Einzugsgebiet des Graham River umfasst ungefähr 2320 km². Der mittlere Abfluss beträgt am Pegel 12 km oberhalb der Mündung 23,9 m³/s. Der Juni ist mit im Mittel 90,8 m³/s der abflussreichste Monat.

## Fischfauna
Zu den Fischarten im Graham River gehören Stierforelle (Salvelinus confluentus), Arktische Äsche (Thymallus arcticus) und Regenbogenforelle (Oncorhynchus mykiss).